# ريان بارك
ريان بارك (بالإنجليزية: Ryan Park)‏ هو سياسي أسترالي، ولد في 1977 بولونغونغ في أستراليا. حزبياً، نشط في حزب العمال الأسترالي (فرع نيوساوث ويلز) ‏. في 2011 New South Wales state election ‏، انتخب عضو الجمعية التشريعية نيو ساوث ويلز عن دائرة Electoral district of Keira ‏ (26 مارس 2011 – ).